# Mimoides ilus
Mimoides ilus là một loài bướm thuộc họ Papilionidae. Tên thường gọi là Ilus Swallowtail và the Dual-spotted Swallowtail. Nó được tìm thấy ở México to Colombia và Venezuela. Little is known about this rare butterfly, but it is not considered threatened. The larvae of M. i. branchus feed on Annotata reticulata.

## Phụ loài

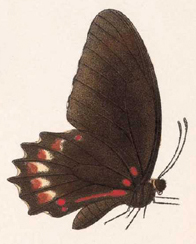
M. i. branchus

- Mimoides ilus ilus (Fabricius, 1793) (Panama to miền bắc Colombia và central Venezuela)[1]
- Mimoides ilus branchus (Doubleday, 1846) (eastern Mexico to miền bắc Costa Rica)[1]
- Mimoides ilus occiduus (Vázquez, 1957) (western Mexico)[1]

## Hình ảnh

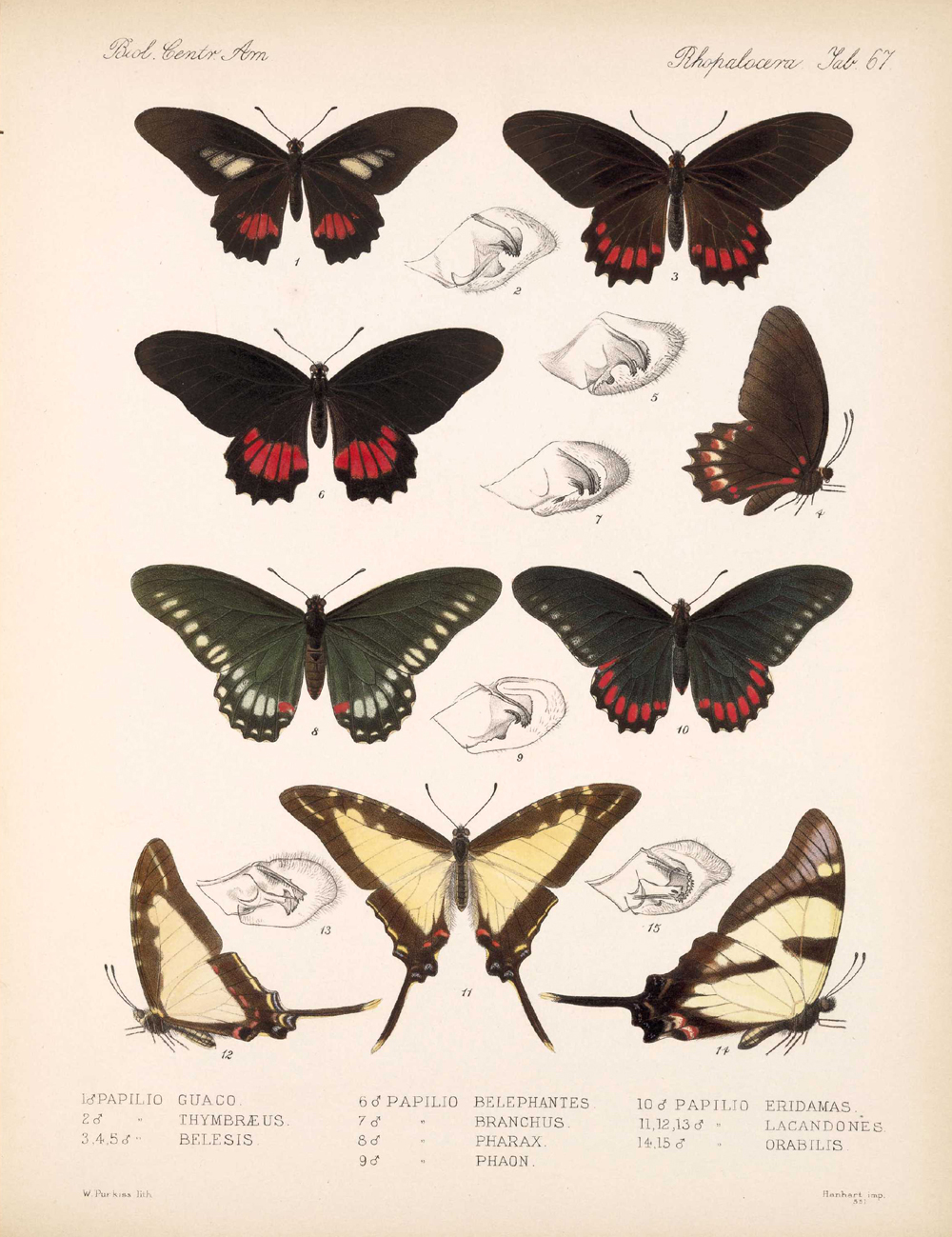
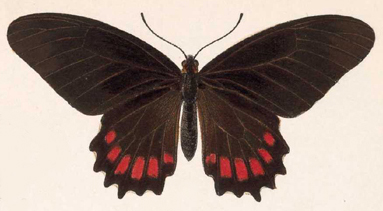
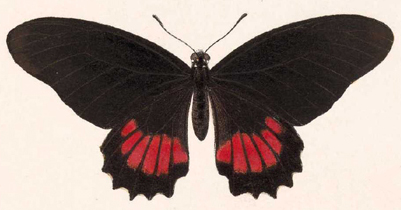
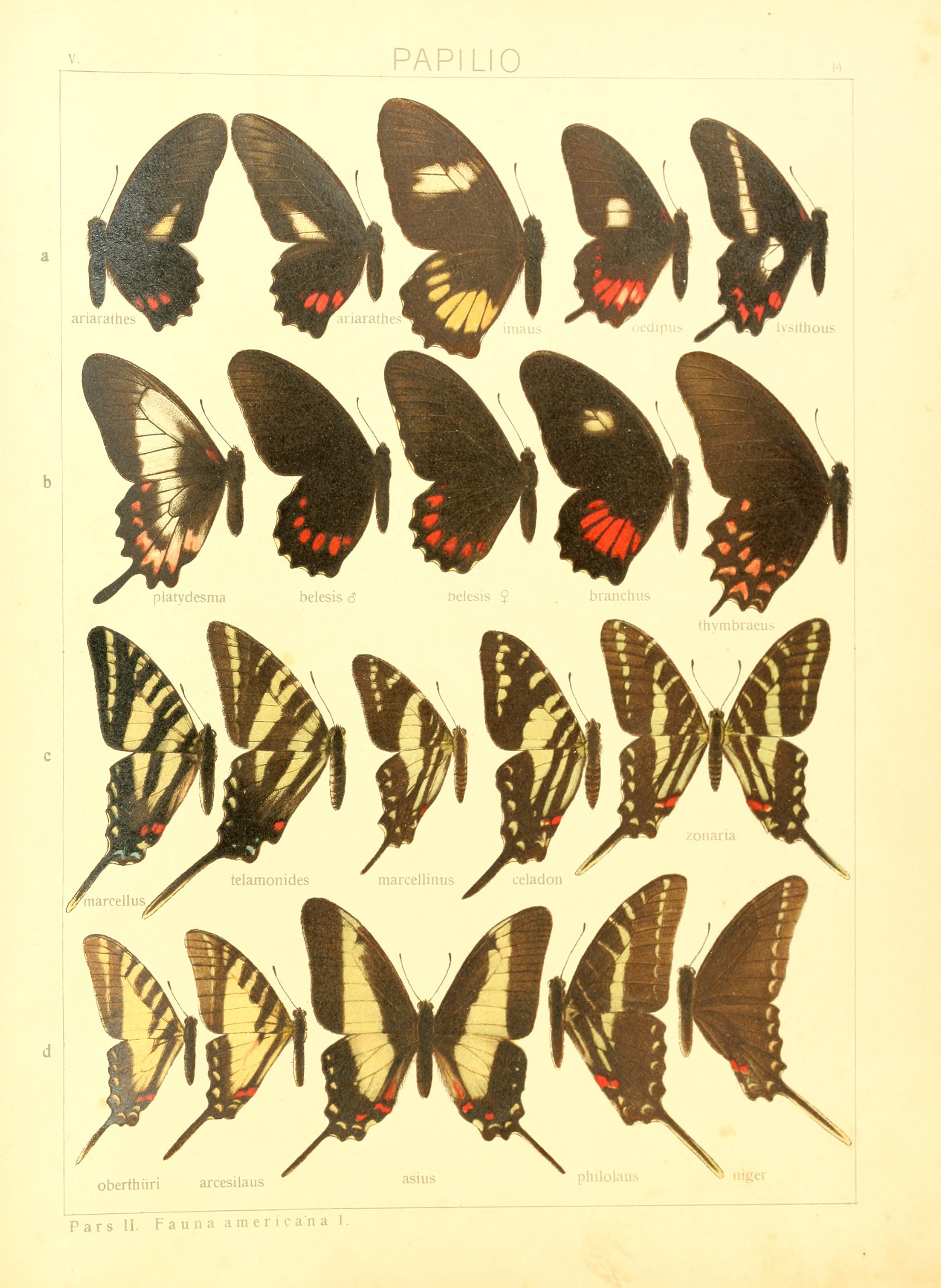